# هواسونگ-۱۵

ارتفاع پرواز هواسونگ-۱۴ و هواسونگ-۱۵

هواسونگ-۱۵ (به کره‌ای: 《화성-15) یک موشک بالستیک قاره‌پیما است که توسط کره شمالی ساخته شده‌است. اولین پرتاب این موشک در ۲۸ نوامبر ۲۰۱۷ حدود ساعت ۳ صبح به وقت محلی انجام شد. این نخستین موشک بالستیک تولید شده توسط کره شمالی است که از نظر تئوری، می‌تواند به تمام سرزمین اصلی ایالات متحده برسد.

## آزمایش ها

### آزمایش نوامبر ۲۰۱۷
بلافاصله پس از پرتاب موشک، بسیاری از تحلیلگران تصور کردند که یک هواسونگ-۱۴ شلیک شده است. با این حال، پس از آن، دولت کره شمالی ویدئویی از پرتاب را منتشر کرد که یک موشک کاملا متفاوت را نشان می داد.
کره شمالی مدعی شد که این موشک به ارتفاع حدود ۴۴۷۵ کیلومتری از جو زمین رسیده و ۹۵۰ کیلومتر را با برد پایین طی کرده و در مجموع ۵۳ دقیقه پرواز کرده است. بر اساس مسیر و مسافتی که دارد، برد موشک بیش از ۱۳۰۰۰ کیلومتر (۸۱۰۰ مایل) خواهد بود که بیش از حد کافی برای رسیدن به واشینگتن دی سی و بقیه ایالات متحده است.  چندین متحد مهم ایالات متحده، از جمله بریتانیا، فرانسه و استرالیا نیز در محدوده نظری موشک قرار دارند که بیشتر نقاط زمین را به جز آمریکای جنوبی، کارائیب و اکثریت قطب جنوب پوشش می‌دهد.

### آزمایش فوریه ۲۰۲۳
این آزمایش در ۱۸ فوریه در فرودگاه بین‌المللی پیونگ یانگ به دستور ناگهانی توسط رئیس کمیسیون نظامی مرکزی حزب کارگران کره انجام شد که در ساعت ۸ صبح همان روز صادر شد.
گزارش شده است که این موشک حداکثر تا ارتفاع ۵۷۶۸ کیلومتری را طی کرده و ۹۸۹ کیلومتر را برای نزدیک به ۶۷ دقیقه پیش از اصابت به هدف خود در آب‌های آزاد دریای ژاپن طی کرده است.  این کشور در ارزیابی این آزمون را "عالی" ارزیابی کرد.